# Molinát
| Molinát |                                                       |
| |                                                       |
| IUPAC-név | S-etil-1-azepánkarbotioát                             |
| Más nevek | molinex, ordram                                       |
| Kémiai azonosítók                                                                                               |                                                       |
| CAS-szám | 2212-67-1                                             |
| PubChem | 16653                                                 |
| ChemSpider | 15790                                                 |
| EINECS-szám | 218-661-0                                             |
| KEGG | C11086                                                |
| ChEBI | 6964                                                  |
| SMILES | CCSC(=O)N1CCCCCC1                                     |
| InChI | 1S/C9H17NOS/c1-2-12-9(11)10-7-5-3-4-6-8-10/h2-8H2,1H3 |
| InChIKey | DEDOPGXGGQYYMW-UHFFFAOYSA-N                           |
| UNII | 68N5G08DJQ                                            |
| ChEMBL | CHEMBL1865916                                         |
| Kémiai és fizikai tulajdonságok                                                                                 |                                                       |
| Kémiai képlet                                                                                                   | C9H17NOS                                              |
| Moláris tömeg                                                                                                   | 187,30 g/mol                                          |
| Megjelenés | átlátszó folyadék                                     |
| Szag | aromás, fűszeres                                      |
| Sűrűség | 1,06                                                  |
| Forráspont | 136,5                                                 |
| Oldhatóság (vízben)                                                                                             | 88 mg/l (20°C)                                        |
| Oldószerei | a szokásos szerves oldószerekkel elegyedik            |
| Gőznyomás | 746 mPa                                               |
| Veszélyek |                                                       |
| EU osztályozás                                                                                                  | Xn N                                                  |
| NFPA 704 | 1 2 0                                                 |
| R mondatok | R20/22 R40 R43 R48/22 R50/53 R62                      |
| S mondatok | S36/37 S46 S60 S61                                    |
| Ha másként nem jelöljük, az adatok az anyag standardállapotára (100 kPa) és 25 °C-os hőmérsékletre vonatkoznak. |                                                       |

A molinát a tiokarbamátok közé tartozó szerves vegyület; aromás, fűszeres illatú átlátszó folyadék, a rizs szelektív gyomirtója. A gyökérzeten keresztül gyorsan felszívódik. Egy- és kétszikű gyomok ellen is hat. Kelés után repülőgéppel kijuttatható vagy az árasztóvízbe keverhető.

## Veszélyek
LD50-értékei patkány esetén szájon át: 972 mg/kg 24 órán belül, 689 mg/tskg 7 napon belül, 549 mg/kg 14 napon belül. Emésztőrendszeri tünetek: fakó széklet, bővérűség (hyperaemia).
Bőrön át ugyancsak patkánynál: 5150 mg/kg 48 órán belül, 4350 mg/kg 14 napon belül. Adagtól függően a patkány testsúlya csökkent klinikai tünetek nélkül.
90 napon át patkányoknak adva 10 mg/kg fölött nem visszafordítható herekárosodás, 50 mg/kg fölött máj-, vese- és mellékvese-károsodás lépett fel.
A molinát enyhén irritálja a bőrt és a szemet.
Patkány esetén 0,2 mg/kg molinát nem okozott kimutatható tüneteket. Ebből kiindulva az ausztrál kormány az ember számára megengedett napi mennyiséget 0,002 mg-ban állapította meg 100-szoros biztonsággal számolva (10-szeres a fajon belüli, 10-szeres a fajok közötti lehetséges eltérések miatt).
A talajban a molinát legnagyobb részét mikroorganizmusok bontják le. Felezési ideje 12 nap.